# 日勤教育
日勤教育是原日本國鐵及現JR集團各公司內部使用的特殊管理措施，業界亦簡稱為「再教育」。該制度主要針對鐵路運營中違反業務規程的司機與車務人員實施懲戒性培訓，名義上旨在通過再教育防止過失重複發生。
2005年JR福知山線出軌事故發生後，西日本旅客鐵道（JR西日本）實施的日勤教育內容經媒體曝光引發社會關注。儘管該制度表面標榜教育功能，實際卻被揭露包含懲罰性體制與暴力管理手段，而不是精進技術或是再評價。其中涉及職場霸凌的非人道措施——包括體罰、肢體暴力、精神壓迫與道德騷擾等與安全教育無關的內容——更成為日本國會的正式議題。對此JR集團雖聲明媒體報道存在偏差，但實際操作狀況仍如後述。值得注意的是，同屬原國營事業的日本郵政集團亦被曝光存在名為「訓練道場」的類似管理問題。

## 制度內容
以JR西日本為例，對造成列車延誤逾1分鐘的駕駛員實施為期30日的日勤教育，具體措施包括：
- 禁止工作期間與同事交談（必要業務溝通除外）
- 限制工作時段飲水
- 如廁需事先申請許可

## 制度爭議
該教育體系存在多重結構性缺陷。首先在人員管理層面，對於引發重大事故的駕駛員，單純實施調職與再教育未能產生實質改善效果，而解僱處分又面臨工會協定與勞動法規的制度性限制，形成管理僵局。其次在專業培訓方面，肩負數百名乘客生命安全責任的駕駛員，其資質審查機制與再教育方法均顯著不足，所謂「日勤教育」的矯正效果並沒有多少，反而拿來欺負新人更加緊張，遭到運輸安全專家強烈質疑。
更嚴重的是逆向激勵效應——尤其在鐵道事業私有化後，為了利潤將發車時間控制得極急迫，駕駛員為避免觸發嚴苛的教育措施，可能採取超速駕駛、違規調度等危險操作掩蓋工作失誤，2005年JR福知山線出軌事故正是此類惡性循環的典型案例，該事故造成107人死亡、555人受傷。此外在技術層面，對比日本資訊科技產業的高速發展，JR集團仍固守1980年代的安全設備與人工檢核模式，其消極的技術革新態度備受輿論批評，學界普遍指出導入列車自動控制系統（ATC）與人工智能監測等數位化方案能有效預防人為失誤。